# Murray Walker
Graeme Murray Walker (Birmingham, Anglaterra, Regne Unit, 10 d'octubre de 1923 – 13 de març de 2021) va ser un comentarista esportiu de Fórmula 1 des dels inicis de l'esport als anys 50 fins al seu retir al 2001. Es va fer famós al Regne Unit per la seva emoció comentant les curses de Fórmula 1 i els seus nombrosos anuncis al llarg de la seva carrera.